# エヴァレット・シン
エヴァレット・シン（Everett Shinn、1876年11月6日 - 1953年5月1日）はアメリカ合衆国の画家である。劇場の出演者や劇場の風景を描いたことで知られる。

## 略歴
ニュージャージー州のウッズタウン（Woodstown）のクエーカーのコミュニティで生まれた。1888年から1890年の間、フィラデルフィアの私立の専門学校、Spring Garden Instituteで、工業製図を学んだ。この学校でその後長く一緒に活動することになるジョン・スローンと知り合った。フィラデルフィアの新聞「Philadelphia Press」の挿絵画家として働き、スローンやフィラデルフィアで美術教師をしていた、ロバート・ヘンライらと、美術クラブを作った。
1897年にニューヨークに移り、ニューヨークの新聞「The World」で仕事をし、1898年に同じ挿絵画家のフローレンス・スコーヴェルと結婚した。フローレンスは後に「ニューソート」に関する著作をすることで有名になる女性である。1900年に夫妻はヨーロッパを旅し、シンは印象派の絵画から影響を受け、特に劇場の踊り子などを描いたエドガー・ドガの作品に影響を受け、ニューヨークに帰った後、劇場や俳優がシンの画題となった。
1908年にヘンライらと作った「The Eight」のグループ展に出展し、後にこのグループ展の参加者からニューヨークの下町や労働者階級の人々の生活を写実的に描く芸術家のグループ「アシュカン派」が形成されることになり、シンも「アシュカン派」の画家の一人に数えられる。
フローレンスとは1912年に離婚し、1913年に芸術家のコーニー（Corinne Baldwin）と再婚し、2人の子供を作った。1933年までに後2回離婚をすることになった。

## 作品

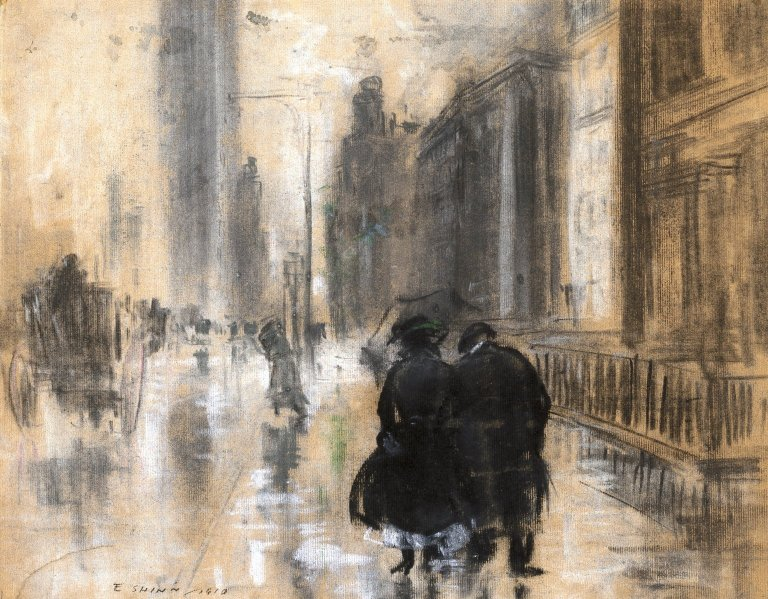
Fifth Avenue
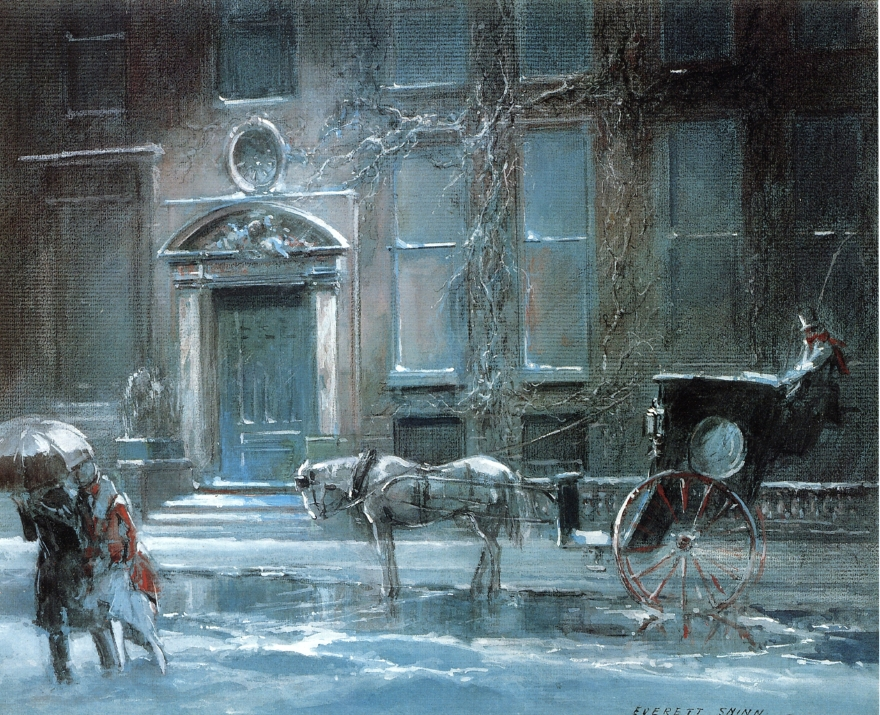
The Canfield Gambling Hous
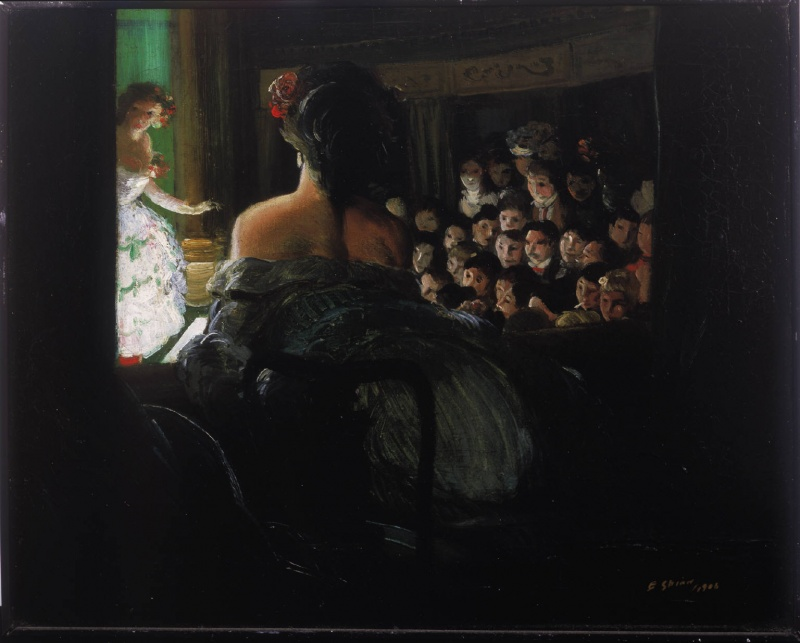
Theatre Box
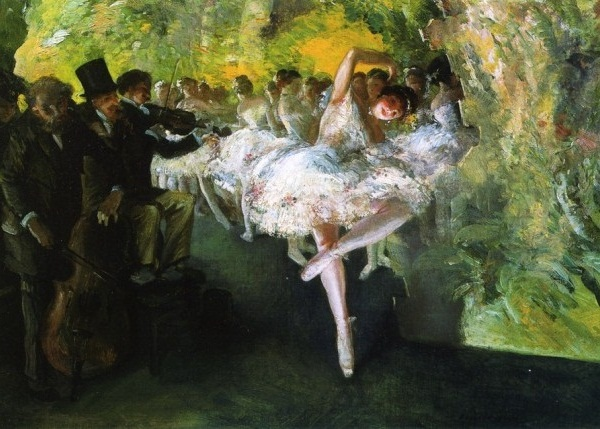
Rehearsal of the Ballet
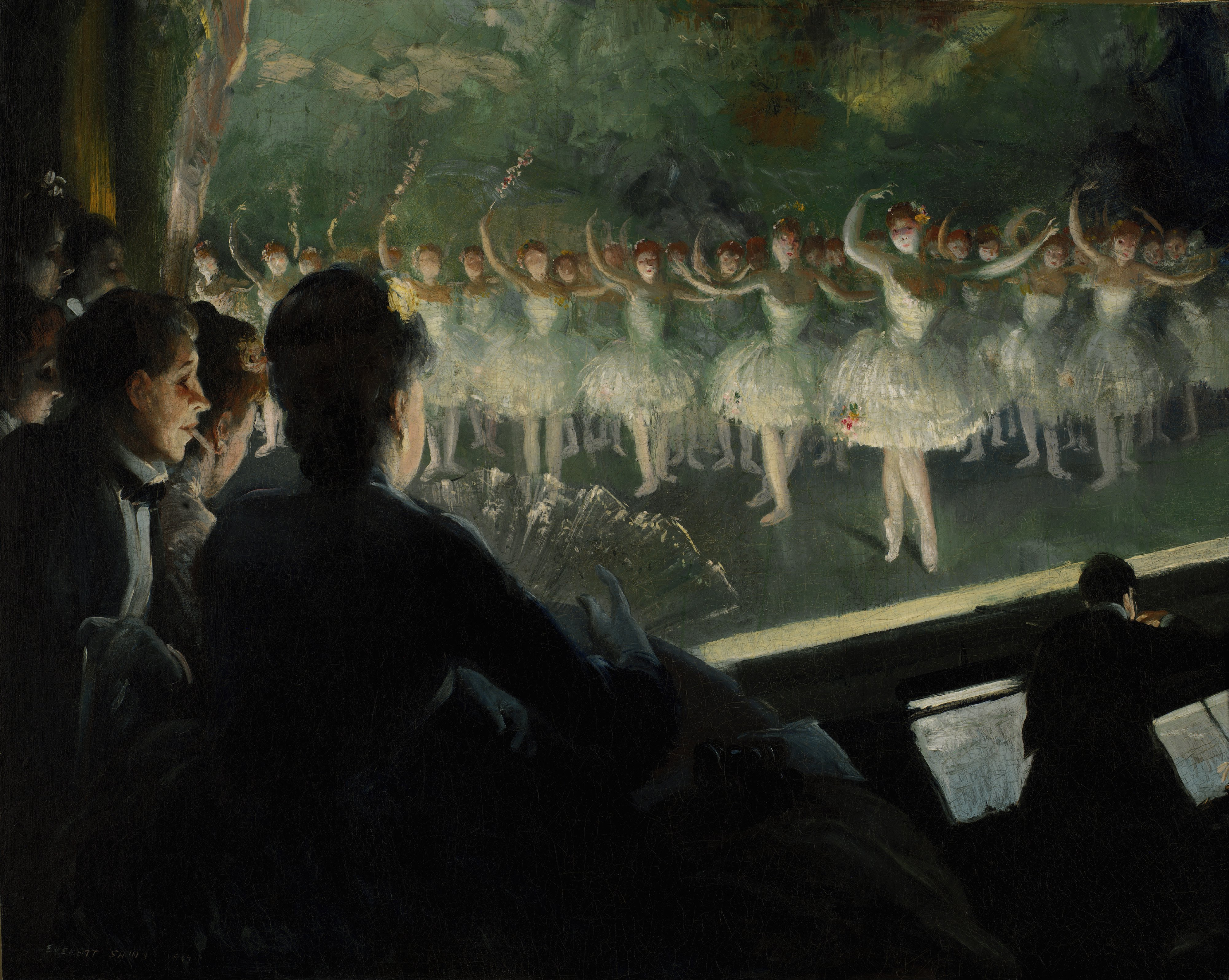
The White Ballet
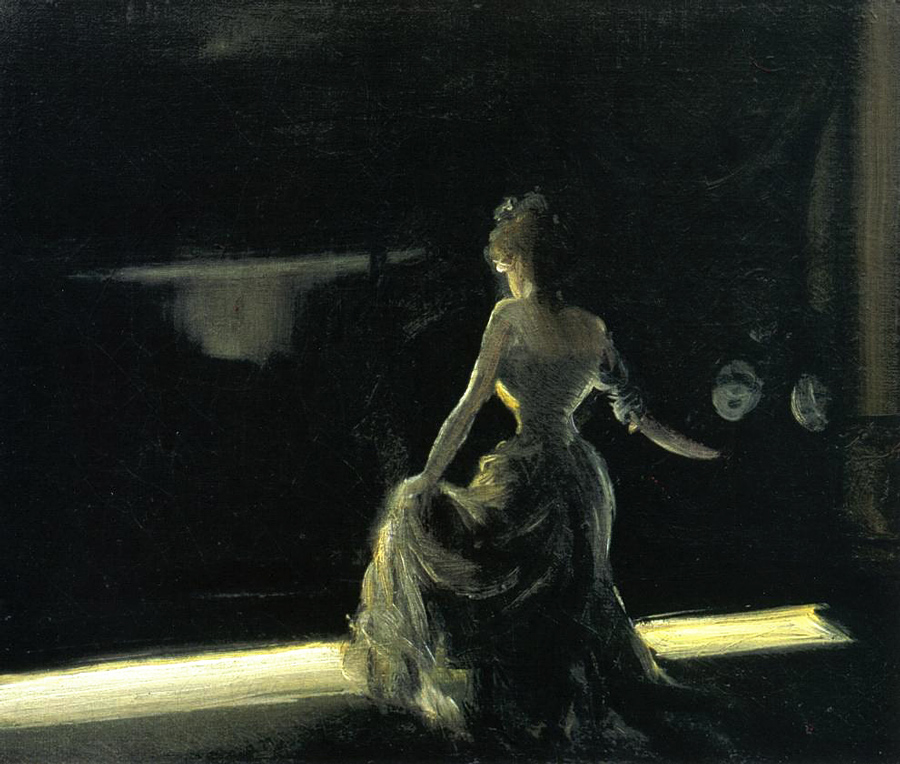
Girl on Stage
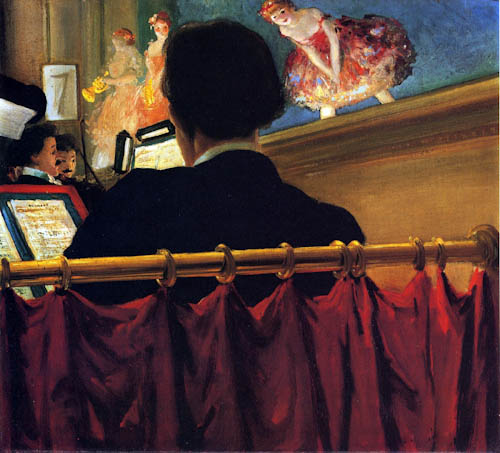
The Orchestra Pit
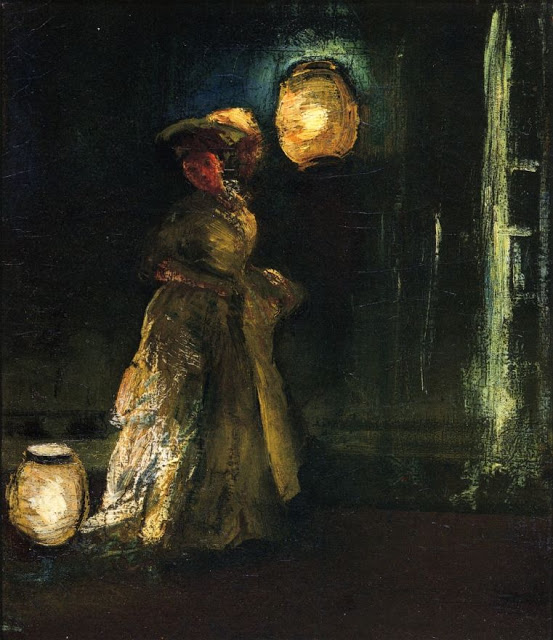
Girl with Japanese Lanterns
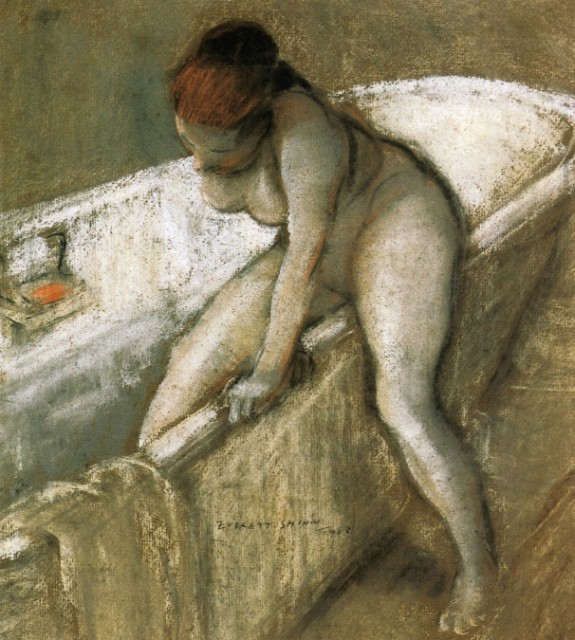
Girl in Bathtub